# Список судинних рослин України — букоцвіті
Список місцевих рослин України з порядку букоцвіті є продовженням Списку судинних рослин України. Букоцвіті (Fagales) в рідній флорі України представлені родинами: березові (Betulaceae), ліщинові (Corylaceae) та букові (Fagaceae).

### Місцеві букоцвіті (Fagales)
| №  | Вид                                           | Розповсюдження в Україні | Джерело інформації | Родина              | Зображення |
| -- | --------------------------------------------- | --- | ------------------ | ------------------- | ---------- |
| 1  | Вільха чорна Alnus glutinosa (L.) Gaertn.     | На берегах річок, річкових долин, боліт, вологих ярів, утворює чисті насадження — на всій території, але в Криму зрідка | [ 2 ]              | Березові Betulaceae |            |
| 2  | Вільха біла Alnus incana (L.) Moench          | На болотах, уздовж берегів річок, струмків, на мокрих луках, узліссях, галявинах — у Карпатах та лісових р-нах, нерідко, у Лісостепу рідше, на півдні відсутня | …                  | …                   |            |
| 3  | Вільха зелена Alnus alnobetula (Ehrh.) K.Koch | Карпати | …                  | …                   |            |
| 4  | Береза низька Betula humilis Schrank          | На торф'яних болотах і болотистих чагарниках — зрідка на Поліссі й дуже рідко в пн. ч. Правобережного Лісостепу. У ЧКУ має статус «вразливий» | [ 3 ]              | …                   |            |
| 5  | Береза Клокова Betula klokovii Zaver.         | На вапнякових скелях та осипах — лише в Расточсько-Опольських лісах, на ерозійних вершинах Кременецьких гір (Тернопільська обл., ок. Кременця, гори Страхова та Маслятин), дуже рідко; реліктовий та ендемічний. У ЧКУ має статус «зникаючий» | [ 2 ]              | …                   |            |
| 6  | Береза повисла Betula pendula Roth            | Утворює чисті гаї, ліси, а також входить до складу хвойних, змішаних та широколистяних лісів — звичайна у б. ч. території у лісових та лісостепових районах, рідко у Степу (по долинах великих річок); дуже рідко у Кримських горах; широко культивують у садах, полезахисних та придорожніх лісосмугах | …                  | …                   |            |
| 7  | Береза пухнаста Betula pubescens Ehrh.        | На болотах, сирих і вологих лісах, узліссях, галявинах — звичайний у лісових р-нах, рідше в Лісостепу і дуже рідко в Степу у долинах деяких річок | …                  | …                   |            |
| 8  | Граб звичайний Carpinus betulus L.            | У широколистяних і змішаних лісах як домішка до основних лісотвірних порід (дубу, буку, сосні); місцями утворює чисті похідні насадження, особливо у лісах поростевого походження — у Карпатах, лісових районах, Лісостепу та горах Криму (верхній та середній пояси); на схід лінії Чигирин — Лубни — Прилуки — Ніжин тільки острівні місця знаходження | [ 4 ]              | Ліщинові Corylaceae |            |
| 9  | Граб східний Carpinus orientalis Mill.        | На сухих кам'янистих схилах — у передгір'ях та горах Криму; входить до складу ялівцевих та дубових лісів як підлісок, а також утворює на місці зведених лісів чагарникові зарості | …                  | …                   |            |
| 10 | Ліщина звичайна Corylus avellana L.           | Як підлісок у змішаних та широколистяних лісах, по лісових галявинах, галявах, місцями у складі чагарникових заростей — майже по всій території, крім крайнього півдня (до межі байракових лісів), у горах Криму | [ 2 ]              | …                   |            |
| 11 | Бук східний Fagus orientalis Lipsky           | У лісах — у гірському Криму, переважно на пн. схилі Головного гірського хребта | [ 5 ]              | Букові Fagaceae     |            |
| 12 | Бук звичайний Fagus sylvatica L.              | У лісах — у Закарпатті, Прикарпатті, Розточчі-Опіллі, західному Лісостепу (по р. Збруч, в ок. Сатанова, в ок. Кременця), у гірському Криму, де утворює перехідні форми з буком східним | …                  | …                   |            |
| 13 | Дуб бурґундський Quercus cerris L.            | На південних схилах вулканічних пагорбів Гутинського хребта серед дубово-липових насаджень — на Закарпатті (с. Юліївці). У ЧКУ має статус «рідкісний» | [ 5 ]              | …                   |            |
| 14 | Дуб скельний Quercus petraea (Matt.) Liebl.   | У лісах, на вапняках — на Закарпатті, на рівнині та в передгір'ях; на Поліссі, дуже рідко (Житомирська обл., Овруцький р-н, с. Червонка); у Лісостепу лише на південному заході, в басейні річки Дністер та його приток; після значної перерви з'являється у гірському Криму, переважно у середньому та верхньому поясах | [ 3 ]              | …                   |            |
| 15 | Дуб пухнастий Quercus pubescens Willd.        | У лісах, серед чагарників — у Закарпатті на північному кордоні ареалу (с. Чорнотисове, у вигляді чагарника); на кордоні з Молдовою серед сухих типів дібров та на кам'янистих вапняних схилах товтрових гряд проходить північно-східний його кордон на плато у Лівобережному Придністров'ї — від м. Могильово-Подільського Вінницької обл. до с. Комарівка Великомихайлівського р-ну Одеської обл.; по всьому гірському Криму, переважно в нижньому та частково в середньому поясі; лісотвірна порода | …                  | …                   |            |
| 16 | Дуб звичайний Quercus robur L.                | У лісах — на б. ч. території, але в Степу значно рідше, передусім долинах річок, відсутня лише на крайньому півдні, де місцями розводиться; після перерви з'являється в пн. гірського Криму та верхньому поясі пд. схилу, зрідка; у Закарпатській низовині в передгір'ях до 300 (700) м | …                  | …                   |            |